# Хостикка, Сантери
Сантери Хостикка (фин. Santeri Hostikka; родился 30 сентября 1997 года, Ярвенпяа, Финляндия) — финский футболист, нападающий клуба ХИК.

## Клубная карьера
Хостикка начал карьеру в клубе ПККУ. 6 августа 2014 года в матче против «Кюльтсю» он дебютировал в Какконен. 13 сентября в поединке против «Футуры» Сантери забил свой первый гол за ПККУ. В начале 2016 года Хостикка перешёл в «Лахти». 9 апреля в матче против «Интер Турку» он дебютировал в Вейккауслиге. 18 апреля в поединке против ХИФК Сантери забил свой первый гол за «Лахти». В своём дебютном сезоне он помог клубу выиграть Кубок финской лиги.
В декабре 2018 года перешёл в «Погонь».

## Достижения
Командные
 «Лахти»
- Обладатель Кубка финской лиги — 2016